# 스타쉽 엔터테인먼트
스타쉽 엔터테인먼트(Starship Entertainment)는 대한민국의 연예 기획사이다.
빅히트의 프로듀서로 활동했던 김시대가 빅히트에서 독립하여 2008년 1월에 설립한 연예 기획사로, 제1호 연예인은 빅히트에서 데뷔했던 케이윌이다. 2013년 12월 19일에 로엔엔터테인먼트에 인수되어 현재는 카카오 산하의 레이블로 있다.

## 연혁
- 2008년 1월 빅히트에서 독립하여 스타쉽엔터테인먼트 설립
- 2013년 8월 사내 독립 레이블인 스타쉽 엑스를 설립하였다.
- 2013년 12월 19일 로엔엔터테인먼트가 스타쉽엔터테인먼트를 자회사 레이블 형식으로 인수했다.
- 2017년 1월 킹콩엔터테인먼트와 합병하였다. 상호는 양사 합의 하에 스타쉽엔터테인먼트로 정했으며, 연기자 매니지먼트 사업 부문은 '킹콩 by 스타쉽' 레이블 브랜드로 활동한다. 합병 후에도 스타쉽엔터테인먼트의 이훈희 대표와 킹콩엔터테인먼트의 이진성 대표는 공동 대표로 각자 현재와 같이 회사운영을 하고 있다.[3]

## 소속 연예인

### 스타쉽 엔터테인먼트 (STARSHIP)
| 소속 연예인 | 직업         | 구성원                                                     | 리더       | 데뷔   | 해체 | 비고      |
| ----------- | ------------ | ---------------------------------------------------------- | ---------- | ------ | ---- | --------- |
| 케이윌      | 가수         | -                                                          | -          | 2007년 |      |           |
| 양재진      | 의사, 방송인 | -                                                          | -          | 2011년 |      |           |
| 몬스타엑스  | 가수         | 셔누, 민혁, 기현, 형원, 주헌, 아이엠                       | 셔누       | 2015년 |      | 원호 탈퇴 |
| 브라더수    | 가수         | -                                                          | -          | 2010년 |      |           |
| 우주소녀    | 가수         | 엑시, 설아, 보나, 수빈, 루다, 다원, 은서, 여름, 다영, 연정 | 엑시       | 2016년 |      |           |
| CRAVITY     | 가수         | 세림, 앨런, 정모, 우빈, 원진, 민희, 형준, 태영, 성민       | 원진, 형준 | 2020년 |      |           |
| IVE         | 가수         | 가을, 안유진, 레이, 장원영, 리즈, 이서                     | 안유진     | 2021년 |      |           |
| KiiiKiii    | 가수         | 지유, 이솔, 수이, 하음, 키야                               | 지유       | 2025년 |      |           |
| 아이딧      | 가수         | 김민재, 장용훈, 백준혁, 박원빈, 추유찬, 정세민, 박성현     | 장용훈     | 2025년 |      |           |

### 킹콩 by 스타쉽 (KINGKONG by STARSHIP)
| 소속 연예인 | 직업 | 데뷔 |
| ----------- | ---- | ---- |
| 김범        | 배우 | 2006 |
| 김샤나      | 배우 | 2012 |
| 김승화      | 배우 | 2018 |
| 류혜영      | 배우 | 2007 |
| 박주비      | 배우 | 2010 |
| 손우현      | 배우 | 2016 |
| 송승헌      | 배우 | 1997 |
| 송지연      | 배우 | 2016 |
| 송하윤      | 배우 | 2003 |
| 신승호      | 배우 | 2016 |
| 신현수      | 배우 | 2013 |
| 안소요      | 배우 | 2015 |
| 오소현      | 배우 | 2018 |
| 오혜원      | 배우 | 2016 |
| 우현진      | 배우 | 2020 |
| 유연석      | 배우 | 2003 |
| 이광수      | 배우 | 2007 |
| 이다연      | 배우 | 2019 |
| 이동욱      | 배우 | 1999 |
| 이미연      | 배우 | 1988 |
| 이승헌      | 배우 | 2021 |
| 이진        | 배우 | 1998 |
| 전소민      | 배우 | 2004 |
| 장다아      | 배우 | 2023 |
| 정원창      | 배우 | 2009 |
| 조윤희      | 배우 | 1999 |
| 채수빈      | 배우 | 2014 |
| 천영민      | 배우 | 2010 |
| 최희진      | 배우 | 2018 |
| 한민        | 배우 | 2013 |

### 하이라인 엔터테인먼트
| 소속 연예인 | 직업          | 구성원 | 리더 | 데뷔   | 해체 | 비고            |
| ----------- | ------------- | ------ | ---- | ------ | ---- | --------------- |
| dress       | 음악 프로듀서 | -      | -    | 2015년 |      |                 |
| rovxe       | 가수          | -      | -    | 2018년 |      |                 |
| 성국        | 음악 프로듀서 | -      | -    | 2018년 |      |                 |
| 원호        | 가수          | -      | -    | 2015년 |      | 몬스타엑스 출신 |

## 이전 소속 연예인
- 문지은 (스타쉽)
- 이현지 (스타쉽)
- 정기고 (스타쉽 엑스)
- 문문 (하이라인)
- 보이프렌드 (스타쉽)
- 매드 클라운 (스타쉽 엑스)
- 윤진이 (킹콩)
- 임주은 (킹콩)
- 지일주 (킹콩)
- 김지원 (킹콩)
- 박민우 (킹콩)
- 씨스타 (스타쉽)
- 이엘리야 (킹콩)
- 박희순 (킹콩)
- 강은아 (킹콩)
- 오아연 (킹콩)
- 정동현 (킹콩)
- 조윤우 (킹콩)
- 정주연 (킹콩)
- 장정연 (킹콩)
- 조타 (킹콩)
- 김민지 (킹콩)
- 주영 (스타쉽X)
- 샵건 (스타쉽X)
- leon (하이라인)
- fka (하이라인)
- DJ 소다 (하이라인)
- 키겐 (하이라인)
- 듀에토 (스타쉽)
- 아이엠 (몬스타엑스) (스타쉽)
- 루다 (우주소녀) (스타쉅)
- 다원 (우주소녀) (스타쉽)
- 선의 (스타쉽)
- 성소 (스타쉽)
- 미기 (스타쉽)
- 이종화 (킹콩)
- 마인드유 (스타쉽)
- DJ Vanto (하이라인)
- 장석훈 (하이라인)
- 플루마 (하이라인)
- 유승우 (스타쉽, 하이라인)
- 최원명 (킹콩)
- 마인드유 (스타쉽)
- 정세운 (스타쉽)

## 연도별 배출 아티스트
| 연도 | 아티스트   | 형태 | 구성원                                                     | 데뷔 | 상징색깔                                    | 팬클럽      | 리더       | 이전 구성원 | 해체 |
| ---- | ---------- | ---- | ---------------------------------------------------------- | ---- | ------------------------------------------- | ----------- | ---------- | ----------- | ---- |
| 2008 | 문지은     | 솔로 | 본인                                                       | 2008 | 없음                                        | Twinkle     | 없음       | 없음        | 없음 |
| 2008 | 케이윌     | 솔로 | 본인                                                       | 2007 | 없음                                        | Hyungknight | 없음       | 없음        | 없음 |
| 2008 | 이현지     | 솔로 | 본인                                                       | 2008 | 없음                                        | 없음        | 없음       | 없음        | 없음 |
| 2010 | 씨스타     | 그룹 | 효린, 보라, 소유, 다솜                                     | 2010 | 푸치샤                                      | STAR1       | 효린       | 없음        | 2017 |
| 2011 | 보이프렌드 | 그룹 | 동현, 현성, 정민, 영민, 광민, 민우                         | 2011 | 없음                                        | BestFriend  | 동현       | 없음        | 2019 |
| 2015 | 몬스타엑스 | 그룹 | 셔누, 민혁, 기현, 형원, 주헌, 아이엠                       | 2015 | 스쿠터, 다크 블루, 미디엄 바이올렛 레드     | MONBEBE     | 셔누       | 원호        | 없음 |
| 2016 | 우주소녀   | 그룹 | 엑시, 설아, 보나, 수빈, 루다, 다원, 은서, 여름, 다영, 연정 | 2016 | 비비드 탄제린, 에어포스 블루, 팀버울프      | 우정        | 엑시       |             | 없음 |
| 2017 | 마인드유   | 그룹 | 김재희, 고닥                                               | 2013 | 없음                                        | 없음        | 없음       | 박재우      | 없음 |
| 2017 | 듀에토     | 그룹 | 백인태, 유슬기                                             | 2017 | 없음                                        | DUETTI      | 없음       | 없음        | 없음 |
| 2017 | 정세운     | 솔로 | 본인                                                       | 2017 | 프렌치 라일락, 골덴로드, 화이트 실버 스파클 | 행운        | 없음       | 없음        | 없음 |
| 2020 | CRAVITY    | 그룹 | 세림, 앨런, 정모, 우빈, 원진, 민희, 형준, 태영, 성민       | 2020 | 딥 세리즈, 스튜디오, 아토믹 탄제린          | LUVITY      | 원진, 형준 | 없음        | 없음 |
| 2021 | 아이브     | 그룹 | 가을, 안유진, 레이, 장원영, 리즈, 이서                     | 2021 | 붉은 적색                                   | DIVE        | 안유진     | 없음        | 없음 |
| 2025 | KiiiKiii   | 그룹 | 지유, 이솔, 수이, 하음, 키야                               | 2025 |                                             | TiiiKiii    | 지유       | 없음        | 없음 |
| 2025 | 아이딧     | 그룹 | 김민재, 장용훈, 백준혁, 박원빈, 추유찬, 정세민, 박성현     | 2025 |                                             |             | 장용훈     | 없음        | 없음 |